# Gurenɛ
Gurenɛ (spreek uit: groeni, met een harde g) of Frafra is een Noord-Ghanese taal, die gesproken wordt in het gebied rondom de stad Bolgatanga. In Bolgatanga zelf, in het naburige Bongo en in Navrongo spreekt men Gurune. Ook in Tongo, bekend vanwege de Tengzug Shrines, wordt de taal gesproken.

## Enkele woorden
- bulika: goedemorgen
- wuntenga: goedemiddag
- zanore: goedenavond
- tuuma tuuma: hoi!

Het is gewoon om te antwoorden met "nabaa", wat zoiets betekent als "van 't zelfde". Ook komt het voor dat men antwoord door dezelfde groet twee keer uit te spreken, bijvoorbeeld "bulika bulika!" Dat is een uitgebreidere, hartelijkere manier om te antwoorden.
- la an wani: hoe gaat het
- la an som: het gaat goed

Meestal is dit de introductie van een gesprek. Men groet elkaar, vraagt hoe het gaat. Voor de sociale omgang in Gurenseland is het belangrijk in ieder geval deze formules te kennen.
- t'keng dwana: tot straks (hierop antwoordt men vaak met "to", als in: "ok, ik zie je straks")
- beere n'bala: tot morgen, welterusten

## Spelling
In het Gurunɛ zijn de middenklinkers vertegenwoordigd door ɛ en ɔ voor de korte klinkers en e en o voor de lange. De andere klinkers zijn vertegenwoordigd door een letter voor korte en twee voor lange, zoals in het Nederlands.
| Klinkers | Spelling | Voorbeeld | Betekenis           |
| -------- | -------- | --------- | ------------------- |
| /a/      | a        | ya        | huizen              |
| /a:/     | aa       | gaarɛ     | een soort boontaart |
| /ɛ/      | ɛ        | ɛkɛ       | vliegen             |
| /e:/     | e        | zoore     | berg                |
| /ɪ/      | i        | tiŋa      | stad                |
| /i:/     | ii       | piika     | klein               |
| /ɔ/      | ɔ        | ɔrɔ       | koud                |
| /o:/     | oo       | toma toma | hoi                 |
| /ʊ/      | u        | buraa     | man                 |
| /u:/     | uu       | tuulka    | heet                |